# 都営バス練馬支所
都営バス練馬支所は、東京都練馬区豊玉上に所在する都営バスの営業所（支所）。正式名称は東京都交通局北自動車営業所練馬支所。営業所記号はF。池袋駅、新宿駅周辺から練馬区東部にかけての地域を担当し、4系統を所管する。所属車両のナンバープレートは練馬ナンバー。
最寄りバス停留所は「練馬車庫前」。営業所は西武池袋線桜台駅から徒歩数分、千川通り沿いに立地する。国際興業練馬営業所（練馬北町車庫）、西武バス練馬営業所（南田中車庫）の混同を防ぐため、行先表示は「練馬車庫（桜台）」と表記される。

## 沿革
- 1942年（昭和17年）2月1日：陸上交通事業調整法に伴い、東京環状乗合自動車練馬営業所を継承。東京市電気局練馬自動車営業所が発足[1]。
- 1943年（昭和18年）7月1日：東京都制に伴い、東京都交通局練馬自動車営業所となる[1]。
- 1945年（昭和20年）6月16日：戦災被害により、東京都交通局練馬自動車営業所が廃止され[1]、大塚自動車営業所練馬分車庫となる。
- 1946年（昭和21年）4月1日：東京都交通局練馬自動車営業所となる[1]。
- 1988年（昭和63年）：王78（新宿駅西口 - 王子駅）を杉並営業所（当時）との共管とする。
- 1988年10月16日：中63（下田橋 - 中野駅 - 国立病院医療センター）を廃止。
- 1997年（平成9年）12月19日：都営地下鉄12号線新宿開業による再編で、宿62：新宿駅西口 - 江原町二丁目を短縮し、江原町二丁目を新江古田駅へ改称させて新江62とする。
- 1999年（平成11年）4月1日：北自動車営業所練馬支所に格下げ。
- 2003年（平成15年）4月1日：王78をはとバスへ委託するため、杉並支所の単独所管に変更。
- 2009年（平成21年）4月1日：新江62をはとバスへ委託、同時に杉並支所へ移管。
- 2019年（令和元年）10月1日：練68を新設[2][3]。

## 現行路線

### 学05系統
- （55→）学05：目白駅前（川村学園） →（無停車）→ 日本女子大（構内） → 日本女子大（豊明小学校） → （無停車） → 目白駅前（川村学園）

目白駅前（川村学園）から日本女子大学構内まで運行される。日本女子大学関係者以外も乗車可能で、休校日は運休する。学05系統は大学関係者だけではなく隣接する附属幼稚園・小学校の児童の通学の足としても利用されるため、豊明小学校・幼稚園の前にある「日本女子大（豊明小学校）」にも停車する。これは児童に目白通りを渡らせるのが危険であることから行われており、行先表示は「直通」となっている。日本女子大学の入学試験の際は、学05系統を運休して貸切運転を行う。
旧系統番号は学バスを表す50番台の55系統として設定され、以前は椿山荘の目の前にある独協学園行き（学05乙、日本女子大前は通過）もあったが、営団地下鉄（現：東京メトロ）有楽町線の開通時に独協学園行きは廃止され、日本女子大行きだけになった（#廃止路線を参照）。2022年現在は、先(2018年)の改正で、循環化されて、そのまま折り返しヘ乗り続けることが可能となった。

### 白61系統
- (21→)白61：練馬駅 - 桜台駅前 - 練馬車庫前 - 江古田二又 - 目白五丁目 - 目白駅前 - 目白警察署 - 日本女子大前 - ホテル椿山荘東京前 - 江戸川橋 - 牛込柳町駅 - 曙橋 - 花園町 - 新宿駅西口
- 白61：練馬車庫前 - 江古田二又 - 目白五丁目 - 目白駅前 - 目白警察署 - 日本女子大前 - ホテル椿山荘東京前 - 江戸川橋 - 牛込柳町駅 - 曙橋 - 花園町 - 新宿駅西口
- 白61：山吹町 → 牛込柳町駅 → 曙橋 → 花園町 → 新宿駅西口
- 白61：練馬車庫前 - 江古田二又 - 目白五丁目 - 目白駅前 - 目白警察署 - 日本女子大前 - ホテル椿山荘東京前 - 江戸川橋 → 山吹町
- 白61：目白駅前（川村学園） - 目白警察署 - 日本女子大前 - ホテル椿山荘東京前 - ホテル椿山荘東京（構内）

戦前は民間の東京環状乗合自動車（練馬駅 - 江戸川橋）と京王電気軌道（江戸川橋 - 市ヶ谷富久町）の各路線で、戦時下の交通統制で成立した経緯がある。
脱兎号を開発した橋本増治郎が1919年（大正8年）3月20日に開業したダット自動車（豊島園 - 目白駅前）が1934年（昭和9年）ダット乗合自動車（高田馬場駅 - 穴八幡 - 牛込天神町・牛込北町）に合併後、1935年（昭和10年）王子電気軌道に買収される。一方、1925年（大正14年）3月5日に江戸川自動車商会（目白駅前 - 江戸川橋）が開業するが、こちらは1933年（昭和8年）8月25日日比谷乗合自動車（江戸川橋 - 新橋駅）に合併。日比谷乗合自動車も1935年に王子電気軌道に買収され、1936年（昭和11年）1月24日ダット乗合自動車と日比谷乗合自動車は共に王子電気軌道傘下の王子環状乗合自動車に合併し、東京環状乗合自動車（通称・黄バス）となる。
一方、江戸川橋以南は1925年（大正14年）8月24日開業の山之手乗合自動車商会（江戸川(音羽九丁目) - 新宿一丁目）が1937年（昭和12年）7月24日甲州街道乗合自動車に合併され、さらに同社が同年12月1日に京王電気軌道に完全買収されたものだが、本来の京王バス路線が新宿追分を起点に甲州街道を西に延ばしていたのに対し、同線の終点は新宿一丁目と離れていて繋がっておらず、離れ小島のような路線として運営されていた。
近年に現行路線の基礎の新宿駅西口から新宿通りを経由し、富久町で靖国通りへ出るように設定されて、山手線内の新宿区牛込、文京区関口・目白台地区へ向かい、目白駅前で山手線の外に出て練馬方面を目指す路線である。21系統として設定され、豊島園までの運転であった。1972年に白61系統となった。乗客は目白駅を境に入れ替わる傾向にある。新宿駅西口 - 目白駅前間は南北方向の交通が希薄な牛込地区、坂道の多い目白台地区などから両駅への貴重な交通手段である。都営地下鉄新宿線開業時の改正で現行通りの靖国通り経由に改められた。
江古田二又 - 南長崎二丁目間は上下線で経路が分かれており、目白方面は北側の千川通り・トキワ荘通り経由、練馬方面は南側の目白通り・江古田通り経由で運行される。
早朝・夜間に山吹町行があるが、折り返しは江戸川橋始発の練馬車庫行となる。午後にはホテル椿山荘東京 - 目白駅を運行する折返し便が運行し、ホテル椿山荘東京構内まで運行する。目白駅とホテル椿山荘東京を結ぶ主要アクセスの役割を長年担っている。目白駅始発のホテル椿山荘東京行の出発場所は、折返場が山手線の線路際にあるため、学習院大学の向かい側にある「目白駅前（川村学園）」から出発となる。新宿駅西口行も目白駅前停留所の次は、目白駅前（川村学園）停留所に停車する（練馬方面は停車しない）。
2013年4月1日より一部の便が練馬車庫から練馬駅まで延伸されているが、本数はごく僅かであるほか、桜台駅前停留所は上りのみの停車となり、豊島園までの運用当時にあった下りの停留所は再設置されていない。上り新宿駅西口行での練馬駅と桜台駅の停留所は（旧）新江62系統と同じもので、かつて豊島園までの運用当時の位置を使用し、下りの練馬車庫・練馬駅行は、池65系統池袋駅東行きと（旧）新江62出庫便が使用していたものを使用している。

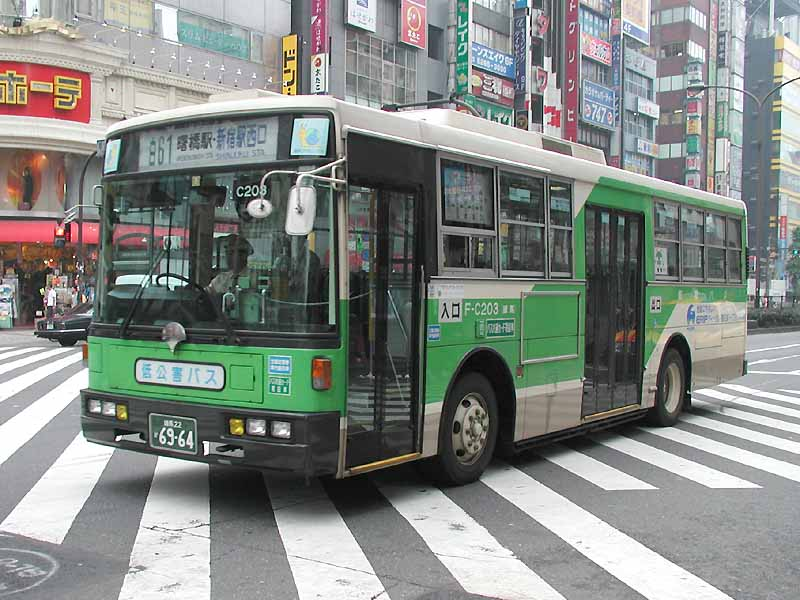
白61 (F-C203)
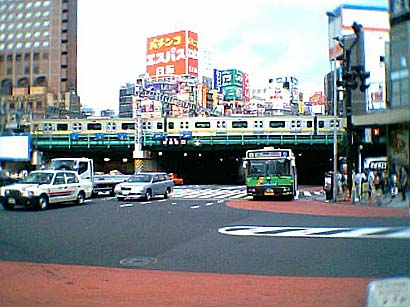
新宿大ガードをくぐって新宿駅へ

### 池65系統
- （20→）池65：練馬車庫前 - 桜台駅前 - 豊玉中二丁目 - 江古田二丁目 - 哲学堂前 - 落合南長崎駅 - 目白五丁目 - 目白駅前 - 目白警察署 - 池袋駅東口
- 池65：江古田二丁目 - 哲学堂 - 落合南長崎駅 - 目白五丁目 - 目白駅前 - 目白警察署 - 池袋駅東口
- 池65：目白駅前 → 目白警察署 → 池袋駅東口

都心の駅から住宅街に向かう都営バスとしては珍しい路線で、池袋駅東口から明治通りを千登世橋まで南下した後、目白通り、新青梅街道を哲学堂公園・中野区江古田・練馬区豊玉中方面へ西進する路線である。新青梅街道沿いのやや鉄道利用が不便な地域をカバーし利用客は多いが、江古田二丁目付近では中野駅方面へ向かう関東バスや京王バスも走っている。
戦後すぐの改編で20系統として開業し、池袋 - 豊島区役所、練馬方面は桜台駅前から千川通りを左折して練馬駅前を経由し、白61・橋68と共に豊島園まで乗り入れていた。1973年（昭和48年）に豊島区役所乗り入れを廃止、続いて第2次再建計画に伴う路線再編成で豊島園乗り入れを他の系統共々廃止した。下りの終点を鷺ノ宮駅への路線の廃止の代替としての区間を含む、池袋駅東口～江古田二丁目～丸山一丁目と池袋駅東口～江古田二丁目～練馬車庫前とし、さらに1978年（昭和53年）の追加再編成で江古田二丁目 - 丸山一丁目間の新青梅街道直進部を廃止すると同時に池袋サンシャインシティへの乗り入れを新設した。だが乗降客が定着しなかったこと、サンシャインシティ構内への乗り入れに支払う賃料の観点から、1982年（昭和57年）の第3次再建計画に伴う路線再編成で廃止され、現在まで続くルートが完成した。

長く練馬車庫と池袋の全区間運転を主流としてきたが、国立療養所中野病院（現・国立国際医療センター）の廃止などで利用が減少したことから減便が続き、現在は江古田二丁目止まりがほとんどである。
大江戸線開業によるダイヤ見直しは行われているが、白61系統と隣接しているとはいえ練馬区南部・中野区北部と目白駅前を別ルートで結び、乗り換えなしで池袋駅東口へ向かうことができるため需要は大きい。

江古田一丁目付近には関東バスの丸山営業所があるが、営業所前のバス停に停車するのは関東バスと京王バスの各系統（関東は「丸山営業所」、京王は「丸山車庫」）のみで、都営バスは停車しない。
過去に中63系統が運行されていた頃は、池65系統として練馬車庫 - 江古田二丁目間を営業運行していた。

### 練68系統
- 練68：目白駅前 → 目白五丁目 → 南長崎六丁目 → 練馬総合病院入口 → 江古田二又 → 練馬車庫前 → 練馬駅

2019年10月1日より平日のみ運行開始。練馬総合病院への下りの便のアクセス改善を図って設定された。
白61系統の練馬方面と大部分が同じ経路だが、南長崎五丁目 → 江古田二又間で目白通りを外れ、都道420号・千川通りを経由するのが特徴。途中の「南長崎六丁目」「練馬総合病院入口」の2停留所は、国際興業バスの池07系統が使用する既設ポールを共用している。
運行開始当初は目白駅前行も運行されていたが、白61系統の目白方面と全く同じ経路であり、運行区間以外の差異が無かった。2025年3月31日のダイヤ改正で目白駅前行の運行を休止し、練馬駅行のみの設定となった。

## 移管路線

### 王40丙系統
- 王40丙：王子駅 → 豊島五丁目団地 → 宮城二丁目 → 江南中学校 → 宮城二丁目 → 豊島五丁目団地 → 王子駅（宮城循環）

王子駅から王40丙系統として宮城地区を循環運行する。王子駅までの出入庫は王78系統（王子駅 - 豊玉北）として行っていた。当初は北営業所の担当で王40乙系統を名乗っていたが、1988年（昭和63年）の練馬への移管とともに王40丙系統となり、同時に開設された豊島循環が王40乙系統を名乗るようになった。1992年（平成4年）4月1日付けで北営業所へ再移管された。

### 王78系統
- 王78：王子駅 - 北区神谷町 - 大和町 - 南常盤台 - 羽沢 - 豊玉北 - 野方駅北口 - 高円寺駅入口 - 東高円寺駅 - 中野坂上 - 新宿駅西口（杉並営業所→杉並支所と共管）
- 王78：王子駅 - 北区神谷町 - 大和町 - 南常盤台 - 羽沢 - 豊玉北
- 王78：豊玉北 - 野方駅北口 - 高円寺駅入口 - 東高円寺駅 - 中野坂上 - 新宿駅西口

1966年（昭和41年）に堀ノ内営業所（現・杉並支所）の単独所管で開設。志村営業所へ移管後に杉並営業所（当時）へ再移管されたところへ、1988年（昭和63年）に練馬営業所が参入して共管となった。その後、はとバス委託に伴い2003年3月31日をもって杉並支所の単独運行に戻され、同時に入出庫系統であった豊玉北発着が廃止された。王子駅 - 豊玉北便は1992年まで当時練馬担当だった王40丙系統の出入庫便も兼ねていた。

## 廃止路線

### (旧) 学05系統
- (55甲→) 学05甲 : 目白駅前 (川村学園) - 〈直通〉 - 日本女子大
- （55乙→）学05乙 : 目白駅前 (川村学園) - 〈直通〉 - 独協学園

55系統として日本女子大学と独協学園の獨協中学校・高等学校へ、旧学バス系統番号（50番代）でそれぞれ直通で設定された。途中停留所は全て通過で直通運転していた。1972年（昭和47年）に学バスの新系統番号を与えられ、学05系統の甲乙となった。1974年10月の営団地下鉄有楽町線の開通に伴い、日本女子大学への輸送に一本化する形で学05甲の目白駅前 (川村学園) - 日本女子大だけとされ、学05乙の目白駅前 (川村学園) - 独協学園は廃止された。なお、停留所名は「独協学園」だが、学校名は「獨協学園」である。

### 学05出入系統
- 学05出入：練馬車庫 - 江古田二又 - 南長崎二丁目 - 目白駅

学05の出入庫系統。現在は、白61系統に統合されている。

### (108→8→)橋68→白61乙系統
- （108→8→）橋68：新橋駅前 - 虎ノ門 - 溜池 -赤坂見附 - 四谷駅西口 - 市ヶ谷駅 - 矢来町 - 江戸川橋 - 護国寺前 - 目白駅前 - 目白五丁目 - 西落合三丁目 - 江原町二丁目 - 練馬区役所前 - 豊島園（-谷原町二丁目-石神井公園駅前-石神井庁舎前-東映撮影所入口-大泉学園駅前-東映撮影所入口→北田中→谷原町二丁目-練馬区役所前）
- 白61乙：練馬車庫前 - 練馬駅前 - 練馬区役所前 - 江原町二丁目 - 西落合三丁目 - 目白五丁目 - 目白駅前 - 護国寺前 - 江戸川橋

橋68系統は、108系統として新橋駅前 - 石神井公園駅前が西武自動車（現：西武バス）と相互乗り入れで開通し、都心部へ直通していた路線のひとつであった。石神井公園駅前 - 大泉学園駅前を延長した。後に石神井公園駅前～大泉学園駅前間に、一方通行が設定されたために、上りの新橋駅前行きは、石神井公園駅前を経由せずに、後から開設された132(宿62)系統大泉学園駅前～新宿駅西口の路線と同じ経路の北田中（→三原台一丁目）経由とされた。この路線の折り返し系統として豊島園折り返しの8系統を都営単独系統として設定した。その後、本線の108系統は西武バスでは廃止、都営では練馬区役所前 - 谷原2丁目→石神井公園駅前→大泉学園駅前→北田中→谷原2丁目が廃止され、8系統へ統合された。1972年の系統番号整理の際に、8系統は橋68系統となった。1977年（昭和52年）12月15日限りで江戸川橋 - 新橋駅間を廃止、白61乙系統へ変更された。これに伴い、従来の白61系統は「白61甲」として区別された。白61乙系統は、白61甲系統の区間便である江戸川橋行とは経路が異なっていた。白61甲系統の江戸川橋折り返し便は1979年（昭和54年）11月22日限りで廃止された。

### （132→）宿62系統→新江62系統
- (132→)宿62：大泉学園駅前 - 東映撮影所前 - 北田中 - 谷原町二丁目 - 中村橋駅入口 - 練馬区役所前 - 練馬駅通り - 桜台駅通り - 豊玉中二丁目 - 江原町二丁目 - 西落合三丁目 - 中井駅前 - 東中野駅前 - 中野坂上 - 新宿駅西口（1973年6月10日まで西武自動車→西武バス練馬営業所と共同運行）
- (132→)宿62：大泉学園駅前 - 東映撮影所前 - 北田中 - 谷原町二丁目 - 中村橋駅入口 - 練馬区役所前 (回送～練馬車庫前）（※都営バスの便のみ。1972年～1980年時点）
- 宿62：大泉学園駅前 - 東大泉二丁目 - 三原台一丁目 - 谷原二丁目 - 中村橋駅入口（←練馬駅通り･練馬区役所入口→練馬駅前→桜台駅前→練馬車庫前）(1980年以降。練馬車庫前→練馬駅通りは回送。※字幕は練馬車庫→大泉学園駅)
- (132→)宿62：練馬区役所前 → 練馬駅通り → 桜台駅通り → 豊玉北二丁目 → 江原町二丁目 → 西落合三丁目 → 中井駅前 → 東中野駅前 → 中野坂上 → 新宿駅西口（都営バスの便のみ。1972年時点。早朝の練馬区役所前始発は5 - 6便の都営バス便のみの運行）
- 新江62：大泉学園駅前 - 東大泉二丁目 - 三原台一丁目 - 谷原二丁目 - 中村橋駅入口 - 練馬区役所前 - 練馬駅前 - 桜台駅通り - 新江古田駅前
- 新江62：大泉学園駅前 - 東大泉二丁目 - 三原台一丁目 - 谷原二丁目 - 中村橋駅入口 - 練馬区役所前 - 練馬駅
- 新江62：練馬車庫前 → 練馬駅 → 練馬区役所前 → 中村橋駅入口 → 谷原二丁目 → 三原台一丁目 - 東大泉二丁目 - 大泉学園駅前
- (宿62→)新江62：練馬車庫前 → 豊玉北四丁目 → 練馬区役所前 → 中村橋駅入口 → 谷原二丁目 → 三原台一丁目 → 東大泉二丁目 → 大泉学園駅前（※練馬駅には寄らず）
- (宿62→)新江62：大泉学園駅前 → 東大泉二丁目 → 三原台一丁目 → 谷原二丁目 → 中村橋駅入口 →　練馬区役所入口 → 練馬駅前 → 桜台駅前 → 練馬車庫前

1959年（昭和34年）3月1日付けで132系統として新宿駅西口発着で運行を始め、当初は西武自動車（現・西武バス）と相互乗り入れを行っていた。1972年（昭和47年）の系統番号再編成により宿62系統へ変更された。新系統番号変更の翌1973年（昭和48年）6月10日限りで西武バスが撤退するが、路線改変は実施されず都営単独で継続された。1997年（平成9年）12月19日の都営地下鉄12号線（現・大江戸線）新宿駅 - 練馬駅間開通に伴い、新江62系統に変更の上で新江古田駅発着に短縮される。
2009年4月1日にはとバス委託となり杉並支所へ移管された。2013年（平成25年）4月1日付で西武バスが同一ルートの新江線（練48系統）を新設したため大幅減便された。そして同年9月30日限りで都営バスとしての運行を終了した。

### 中63系統
- 中63：下田橋 - 中野駅 - 東中野二丁目 - 大久保駅 - 新大久保駅 - 国立病院医療センター構内（京王帝都電鉄中野営業所＝現・京王バス東と共同運行）

交通局第2次再建計画に伴う追加の路線再編成により、1979年（昭和54年）11月23日付で小滝橋営業所の橋63系統を分割し誕生した路線。
国立病院医療センター構内（国立病院医療センター正面玄関そば）を起終点とし、通院客には大久保通り上の橋63系統（大久保駅行）のバス停まで徒歩で往来せずに済むメリットがあった。しかし路線分断により都心へ直通しなくなったこと、国電中野駅南口の京王バスと北口の関東バスの両方のターミナルに乗り入れなかったことなどから、乗客数は伸びなかった。また中野駅以北では京王帝都電鉄の練馬線や関東バスの練馬線・茂呂線、中野駅から東中野二丁目ないしは大久保駅前までの区間でも、京王帝都の初台線、関東バスの野方線が重複しており、これらの他社線と歩調を合わせたダイヤが組まれていなかった。

こうしたことから本系統は不採算路線と判断され、1988年（昭和63年）10月15日限りで廃止された。これにより、共同運行相手の京王帝都電鉄は山手線内へ乗り入れる系統が消滅した。